# Theodore Maiman
Theodore Maiman, född 11 juli 1927 i Denver, Colorado, USA, död 5 maj 2007 i Vancouver, British Columbia, Kanada, var en amerikansk fysiker, som konstruerade den första användbara lasern. Hans laser ledde till den följande utvecklingen av många andra typer av lasrar och beviljades ett patent.
Maiman tilldelades 1983/1984 Wolfpriset i fysik tillsammans med Erwin Hahn och Peter Hirsch.  Hans erfarenheter av att utveckla den första lasern och efterföljande relaterade händelser berättas i hans bok, The Laser Odyssey, återpublicerad nyligen under en titeln The Laser Inventor: Memoirs of Theodore H. Maiman.

## Biografi

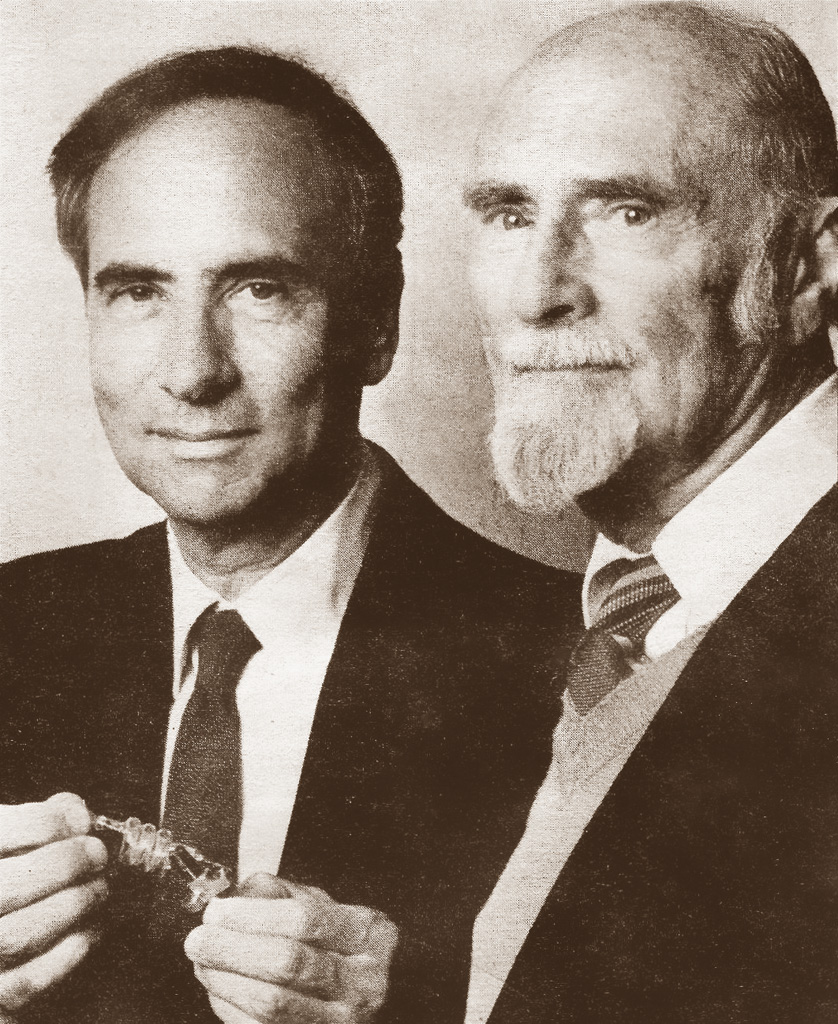
Maiman och hans far Abe

Maiman föddes i en judisk familj och var son till Abraham "Abe" Maiman, en elektroingenjör. 
Efter ett års tjänst i USA:s flotta i slutet av andra världskriget, tog han en kandidatexamen i teknisk fysik vid University of Colorado Boulder. Han fortsatte sedan med forskarutbildningen vid Stanford University där han tog masterexamen i elektroteknik 1951 och doktorsexamen i fysik 1955.
Maimans doktorsavhandling i experimentell fysik, under handledning av fysikern Willis Lamb, beskriver detaljerade mikrovågsoptiska mätningar av fina strukturella splittringar i exiterade heliumatomer. Han konstruerade också laboratorieinstrumentering för Lambs experiment och publicerade två artiklar tillsammans med Lamb i Physical Review, varav den andra baserades på hans egen avhandlingsforskning. Hans experiment för avhandlingen var centralt i hans utveckling av lasern.:43

## Karriär och vetenskapligt arbete
År 1956 började Maiman arbeta vid Atomic Physics Department of the Hughes Aircraft Company (senare Hughes Research Laboratories eller HRL Laboratories) i Kalifornien där han ledde omkonstruktionen av rubinmasern  för U.S. Army Signal Corps, vilket minskade de från en 2,5-tons kryogenenhet till 1,8 kg samtidigt som dess prestanda förbättrades.:88 Denna framgång gjorde att han fick möjlighet till utvecklingen av en laser baserad på sin egen konstruktion med en syntetisk rubinkristall, som andra forskare som försöker göra en laser ansåg inte skulle fungera.

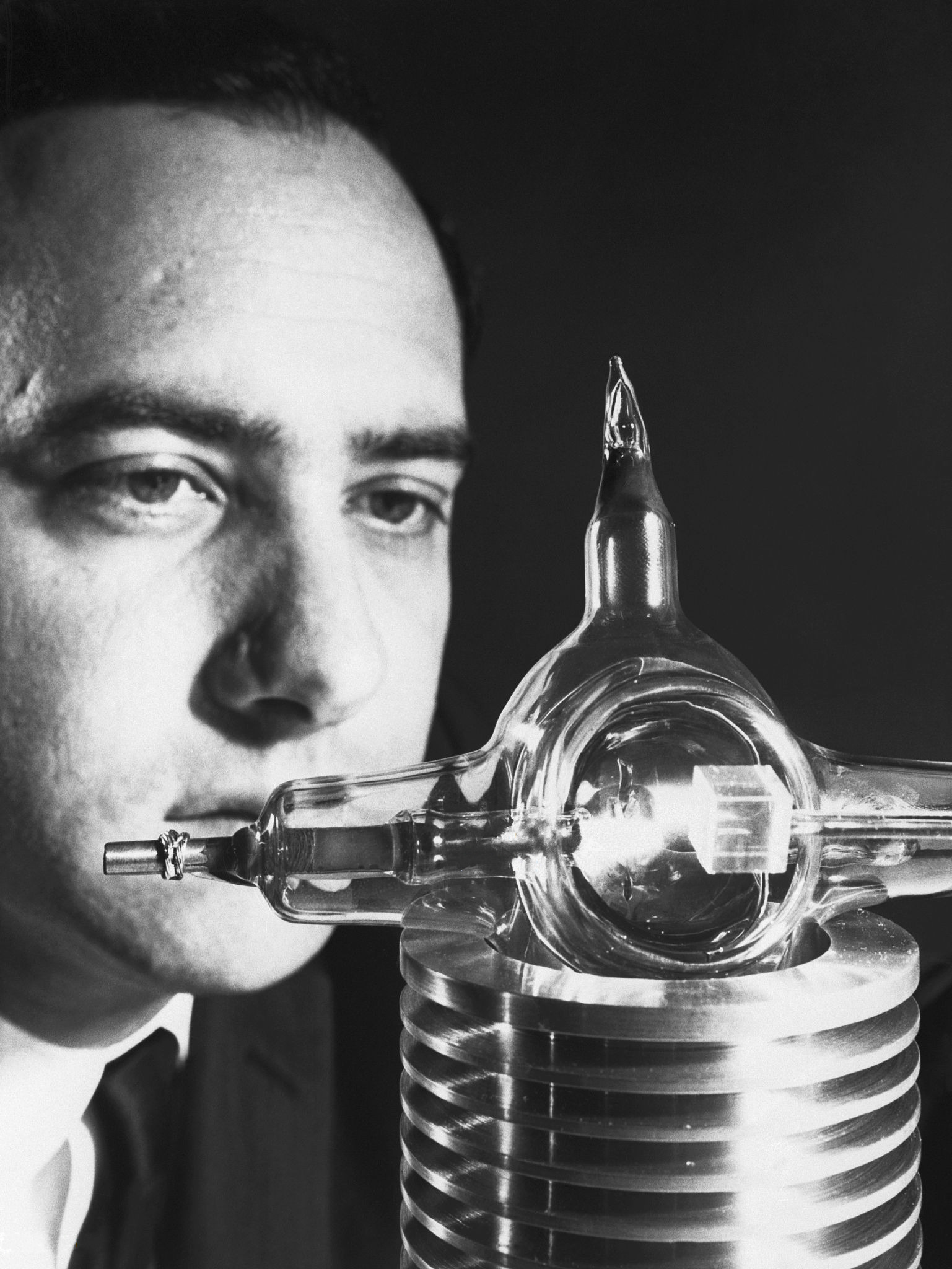
Maiman med sin laser juli 1960.

Den 16 maj 1960, på laboratoriet vid Hughes Malibu, Kalifornien, släppte Maimans solid state rosa rubinlaser ut mänsklighetens första coherenta ljus, med strålar alla samma våglängd och helt i fas. Han publicerade sin uppfinning i Nature den 6 augusti 1960, efter två avslag av Samuel Goudsmit på Physical Review Letters, förutom det han publicerade i andra vetenskapliga artiklar, som beskriver vetenskapen och teknologin som ligger till grund för hans laser.
Efter sin uppfinning av lasern lämnade Maiman 1961 Hughes och flyttade till Quantatron till en post som vice vd för Applied Physics Laboratory där han anställde sju Hughes-kollegor. Tillsammans startade de en Verneuilteknik för att odla syntetiska rubiner, som då var inhemskt tillgängliga endast på Linde, som hade valts av USA:s regering till att motta WW2-teknologin överförd från Schweiz. Schweizarna använde i många år denna Verneuilteknik för att göra ädelstenslager i sina berömda precisionsur. Bröderna Rick och Tony Pastor från Hughes anlitades av Maiman för att starta Quantatrons fabrik för syntetiska rubiner. Rick utformade metoder för att göra pulver med ultrahög renhet, medan Tony förbättrade brännar- och pulverhanteringsprocessen.
Maiman tilldelades US Patent Number 3,353,115 för sin "Ruby Laser Systems" den 14 november 1967, och fick 300 USD för det av förvärvaren Hughes Aircraft Company. Det visade sig vara Hughes mest lönsamma patent. Förutom sitt patent för den första fungerande lasern författade Maiman ett antal patent på masers, lasrar, laserskärmar, optisk skanning och modulering. 
Före sin död hade Maiman en post som adjungerad professor vid School of Engineering Science vid Simon Fraser University, där han arbetade med utvecklingen av läroplaner inom biofotonik, fotonik och optisk teknik.

## Utmärkelser och hedersbetygelser
- Stuart Ballantine-medaljen,  1962[6]
- Oliver E. Buckley Condensed Matter Prize,  1966[7]
- R.W. Woodpriset,  1976[8]
- Wolfpriset i fysik,  1983[9]
- National Inventors Hall of Fame,  1984[5]
- Japanpriset,  1987
- Honorary Fellow of the Royal College of Surgeons,  1994[10]
- Medlem av American Physical Society

[Redigera Wikidata]